# Chernobylite
Chernobylite (укр. Чорнобиліт) — науково-фантастична відеогра, симулятор виживання, розроблена польською студією Farm 51 і опублікована All in! Games. Реліз відбувся для платформ Microsoft Windows, PlayStation 4, PlayStation 5, Xbox One і Xbox Series X/S в 2021 році.
Дія гри розгортається в Чорнобильській зоні відчуження, якою поширюється речовина «чорнобиліт» з невідомими раніше властивостями. Фізик Ігор у пошуках своєї дружини, зниклої 30 років тому, зустрічається зі спротивом військових і таємничих істот, пов'язаних з чорнобилітом і минулим самого Ігоря.

## Ігровий процес
Більша частина однокористувацького ігрового процесу обертається навколо дослідження зони відчуження, збору припасів і інструментів, зіштовхуючись зі «сталкерами» і вороже налаштованими військовими. Значну частину гри складає боротьба з чудовиськами та людьми-недоброзичливцями, але гра пропонує також ховатися в заростях, щоб обходити ворогів непомітно. Гравець має змогу приймати рішення, що впливають на нелінійний перебіг сюжету. Коли протагоніст гине, він опиняється в просторі, де бачить зв'язки між ключовими подіями, що вже відбулися, та може повернутися в раніший час, щоб зробити історію вигіднішою для себе. Щоб повернутися в часі, потрібно витратити кристали чорнобиліту.
Між завданнями Ігор відвідує базу, де може куховарити, розбудовувати базу знайденими матеріалами та спілкуватися з іншими її жителями. Щоб зібрати ефективну команду для фінальної місії, потрібно турбуватися про набір союзників і їхній добробут: забезпечувати житлоплощею, харчуванням, справляти на них хороше враження.
У грі існує система майстрування, що дозволяє гравцеві створювати власне спорядження і зброю. Будь-який персонаж може померти, а будь-яке завдання може бути провалене. Глибоко в забрудненому середовищі також криються дивні надприродні загрози, пов'язані з чорнобилітом, що утворився в результаті ядерної аварії. В пізніх завданнях на кожній локації через певний час виникає особливо небезпечний Чорний Сталкер.

## Сюжет
Після катастрофи на Чорнобильській АЕС в Зоні відчуження стала поширюватися екзотична речовина чорнобиліт. Приватна військова компанія NAR взяла Зону під контроль, щоб дозволити доктору Семонову здійснювати експерименти з чорнобилітом. Присутність чорнобиліту стала породжувати істот Тіней, ворожих до людей, а поява таємничого Чорного Сталкера спонукала військових на чолі з генералом Козловим вдаватися до будь-яких засобів аби завадити проникненню сторонніх у Зону.
Фізик Ігор Хімінюк бачить у снах свою зниклу багато років тому дружину Тетяну та вирішує пробратися в Чорнобильську зону відчуження, де Тетяна перебувала незадовго до катастрофи. Ігор успішно проривається на АЕС попри присутність військ NAR, і знаходить кристал чорнобиліту, який він використовує для живлення спеціальної портальної гармати, яку він розробляв свого часу. Однак незабаром на Ігоря нападає Чорний Сталкер, тож Ігору доводиться тікати.
Ігор розуміє, що йому потрібні союзники. Подорожуючи Зоною, він заручається підтримкою таких людей, як Олів'є, Ольга, Тарахан, Сашко та Михайло. Також він може домовитися з доктором Семоновим та генералом Козловим або вбити їх. Тим часом чорнобиліт продовжує поширюватися по зоні, спричиняючи появу Тіней. Ігор виявляє, що завдяки своєму зв'язку з Тетяною та чорнобилітом, він не може померти, а натомість щоразу опиняється в іншому варіанті звичного йому світу. Завдяки цьому Ігор отримує шанс змінювати колишні рішення та впливати на майбутні результати.
Врешті-решт Ігор дізнається, що Тетяну викрало КДБ після того, як на неї написав донос близький друг Борис, який заздрив стосункам Ігоря й Тетяни. І Тетяна, і Борис брали участь в експериментах з чорнобилітом, з часом Борис став Чорним Сталкером, тоді як Тетяна перетворилася на канал для відкриття порталу до джерела чорнобиліту. Ігор розкриває, що сам Чорнобиль — це насправді живий організм, який має свій інтелект та волю.
Зібравши достатньо союзників і ресурсів, Ігор проникає на електростанцію, але вирішує піти далі сам. Він протистоїть Чорному Сталкеру, котрий демонструє, що насправді він не Борис, а сам Ігор, який убив Бориса і видавав себе за нього. Натомість Ігор, який досі подорожував Зоною — це технічно син Тетяни, клон оригінального Ігоря. Турбуючись про безпеку сина, Тетяна попросила Чорного Сталкера вирвати Ігоря з-під опіки NAR. Проте клон якимось чином успадкував спогади оригінального Ігоря, через що і вважав начебто він справжній Ігор. Доктор Семонов надіслав йому фотографію Тетяни, щоб заманити Ігоря до Зони. Оскільки закриття порталу вб'є Тетяну, Чорний Сталкер вирішує битися з Ігорем, але Ігор зрештою перемагає.
Чорний Сталкер радить не руйнувати портал, а зайти в нього і знищити джерело чорнобиліту, що повинно звільнити Тетяну. Якщо Ігор все-таки вирішує увійти в портал, то дізнається, що весь час був інструментом розумної Зони задля поширення чорнобиліту, що повинно привести людство до кращого майбутнього. Ігор має можливість дозволити Зоні здійснити свої плани, або вчинити самогубство.
- Якщо Ігор вирішує закрити портал або вбити себе, чорнобиліт зникає із Зони. Вцілілі союзники Ігоря продовжують боротьбу з NAR, в підсумку виганяючи їх із Зони.
- Якщо Ігор вирішить злитися з чорнобилітом, то речовина продовжує поширюватися по Зоні та врешті охоплює весь світ, попри зусилля людства дати йому відсіч.

В обох випадках Тетяна за кадром озвучує слайдшоу, де переказує як вибір Ігоря вплинув на долю зустрінених ним персонажів.

## Розробка
Карта територій гри була розроблена на основі 3D-сканування і відтворення Чорнобильської зони відчуження.
The Farm 51 розпочала краудфандингову кампанію на Kickstarter, щоб допомогти профінансувати подальшу розробку. Кошти, як заявлялося, були необхідні для завершення процесу 3D-сканування. 11 травня 2019 року Kickstarter-кампанія завершилася, перевищивши заявлену ціль у 100 000 доларів і зібравши в цілому 206 671 долар від 3350 спонсорів. Гра вийшла в ранньому доступі в магазинах Steam і GOG.com 19 жовтня 2019 року, а фінальний реліз версії для Microsoft Windows відбувся 28 липня 2021 року. На 2021 рік також запланований вихід версій для ігрових платформ PlayStation 4, PlayStation 5, Xbox One і Xbox Series X/S.

## Оцінки й відгуки
| Агрегатор  | Оцінка     |
| ---------- | ---------- |
| Metacritic | PC: 74/100 |

| Видання        | Оцінка        |
| -------------- | ------------- |
| Eurogamer      | Рекомендовано |
| PC Gamer (США) | 78/100        |
| RPGamer        | [ 13 ]        |

Chernobylite зібрала середню оцінку 74 бали зі 100 на агрегаторі Metacritic.
На думку Роберта Зака з PC Gamer, у Chernobylite деталізоване довкілля та чудова меланхолійна атмосфера, хоча їм бракує зображення дикої природи. В грі є механіки, такі як розбудова бази та зміна своїх рішень, які роблять її цікавою на фоні подібних ігор. Водночас інші механіки, такі як поява Чорного Сталкера чи стелс, виглядають надто спрощеними.
Брендан Лоурі з Windows Central писав, що найкраще, що є в Chernobylite — це атмосфера міста й сіл, поглинених природою, а сюжет наповнений гарними діалогами та цікавими рішеннями. З недоліків указувалося, що гра вимагає надто багато цілитися в ворогів, завантаження надто довгі, трапляються просадки частоти кадрів, а зроблений в сюжеті вибір не завжди відображається на стані світу. Та загалом Chernobylite можна зараховувати до однієї з найкращих ПК-ігор 2021 року.
Згідно з Сергієм Мельником з PlayUA, Chernobylite виявилася приємною несподіванкою. Хоча гра камерна і місцями млява, проте художня робота, дизайн рівнів, колоритні персонажі та досить захопливий сюжет суттєво переважають технічні недопрацювання.

## Цікаві факти
Чорнобиліт — це реальна хімічна сполука, кристалічний силікат цирконію з високим (до 12 %) вмістом урану у твердому вигляді (хімічна формула (Zr, U)SiO4). Вперше його було виявлено 1989 року в розплавленому матеріалі ядра реактора 4-го енергоблоку Чорнобильської АЕС, звідки й назва. Проте на відміну від зображених у грі, кристали справжнього чорнобиліту мікроскопічні, а їхня небезпека полягає у високій радіоактивності.